# Iglesia
Iglesia – stacja metra w Madrycie, na linii 1. Znajduje się w dzielnicy Chamberí, w Madrycie i zlokalizowana jest pomiędzy stacjami Ríos Rosas i Bilbao. Została otwarta 17 października 1919.